# Севастопольские истории. Подводные тайны Крымской войны
«Севастопольские истории. Подводные тайны Крымской войны» — документальный фильм, создан к 150-летию окончания Крымской войны. В основе сюжета — подводная поисковая экспедиция, которая разыскивает останки британских парусников, погибших полторы сотни лет назад в окрестностях Севастополя.
Впервые была проведена подробная профессиональная видеосъёмка парусника «Agnes Blaikie», который затонул напротив Балаклавы в 1855 году.
В фильме использованы фрагменты кинокартины Александра Ханжонкова «Оборона Севастополя» (1911) и фотографии Роджера Фентона (Roger Fenton). В постановочных сценах реконструкции событий снимались члены севастопольского военно-исторического клуба «КЛИО».
Фильм отмечен наградами фестивалей «Золотой Дельфин» (Москва) и «Серебряная акула» (Киев).